# Nycticebus javanicus

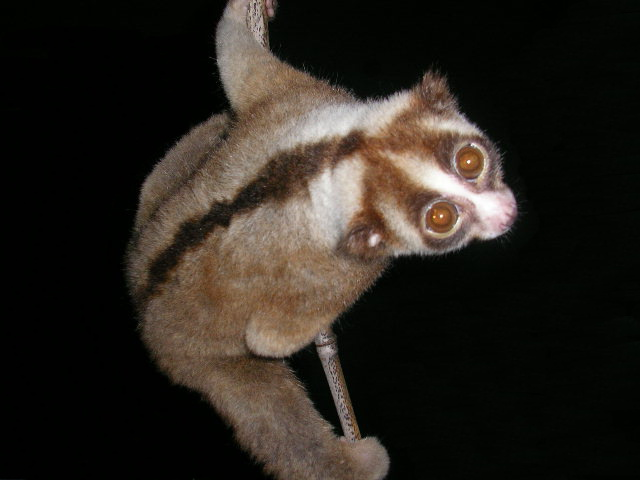
Nycticebus javanicus

El loris perezoso de Java (Nycticebus javanicus) es una especie de primate estrepsirrino de la familia Lorisidae, que se encuentra en la parte oeste y central de la isla de Java en Indonesia. Aunque en un principio fue descrito como una especie distinta, por mucho tiempo se lo consideró subespecie del loris de Sonda (N. coucang) hasta que una revaluación de su morfología y genética en la década del 2000 determinó que se trata de una especie separada. Se encuentra relacionado al loris de Sonda y al lori de Bengala (N. bengalensis). Existen variaciones de la especie de acuerdo a la longitud de su pelaje y en menor grado, a su coloración.
Su frente posee una raya que le da la forma de un diamante. Suele pesar entre 5,6 y 6,8 kilogramos. Como todos los loris es una especie arborícola y se mueve lentamente a través de lianas en vez de saltar de un árbol a otro. Su hábitat es principalmente el bosque primario y el secundario aunque también puede encontrarse en bosques de bambú, manglares y plantaciones de chocolate. Su dieta consiste de fruta, lagartos y huevos, duerme en ramas (en ocasiones en grupo) y generalmente es visto solo o en pareja.
La población del lori de Java se encuentra en continua disminución debido a la caza furtiva, al comercio de animales exóticos y al hecho de que es usado para realizar investigaciones asociadas a medicina tradicional. Las poblaciones de loris tienen baja densidad y una de las mayores amenazas que sufren es la destrucción de su hábitat. Por tales razones la Unión Internacional para la Conservación de la Naturaleza (UICN) la cataloga como una especie en peligro crítico de extinción y fue incluido en la lista de 2008-2010 de los 25 primates en mayor peligro del mundo. Aunque se encuentra protegido por la ley indonesia y está presente en varias áreas protegidas la caza furtiva continua y las leyes de protección animal rara vez son aplicadas a nivel local.

## Taxonomía y filogenia
El loris perezoso de Java (Nycticebus javanicus) fue descrito por primera vez en 1812 por el naturalista francés Étienne Geoffroy Saint-Hilaire. De todas formas la especie no fue reconocida como tal desde el año 1840 cuando René Primevère Lesson la clasificó como una de las muchas variedades de una única especie de loris a la que llamó Bradylemur tardigradus. En 1921 Oldfield Thomas catalogó una segunda especie de loris de Java llamada Nycticebus ornatus y Colin Groves realizó en 1971 un análisis de la taxonomía de los loris perezosos e identificó al loris de Java como una subespecie del loris de Sunda (N. Coucang) a la que denominó Nycticebus coucang javanicus.
Fue identificada como una especie por primera vez desde 1812 en el año 2000, después de una investigación que realizaron Jatna Supriatna y Edy Hendras Wahyono y en 2008 Groves y Ibnu Maryanto lo confirmaron después de analizar la morfología de su cráneo y características de su pelaje. Análisis moleculares de su ADN demostraron que es genéticamente distinto a otras especies de loris perezosos.
Hay dos variedades de loris perezosos de Java que se diferencian por el largo de su pelaje y que son muchas veces confundidas como especies distintas,N. javanicus y N. ornatus a pesar de estar catalogadas como una única, aunque hay dudas sobre la exactitud de su taxonomía.

## Fisionomía y fisiología
El loris de Java pesa entre 5,6 kg y 6,8 kg. En cuanto aspecto es similar al loris perezoso de Bengala. Su cara y lomo están marcados por una reconocible raya que llega a los ojos y le da a la frente una forma parecida a la de un diamante. Su cuerpo es de un color gris amarillento que contrasta con los tonos color crema de su cabeza, cuello y espalda. Al igual que el loris de Borneo (N. menagensis) carece de un segundo diente incisivo y es la especie de loris más grande Indonesia.
La variedad conocida como nycticebus ornatus se puede distinguir más que nada porque su pelaje de un promedio de 26 mm es más largo que el del nycticebus javanicus que mide un promedio de 24 mm. Otra característica que sirve para diferenciarlos es el color del pelaje, que suele ser más amarronado en la variedad ornatus.